# Das Skelett des Herrn Markutius
Das Skelett des Herrn Markutius ist ein Kriminalfilm von 1920 der Filmreihe Joe Deebs.

## Handlung
Während seiner Studienzeit hat Attaché van der Velden eine Perle gestohlen. Um nicht verhaftet zu werden, versteckte er diese in einem Skelett, das er präparierte. Bei einem Besuch bei Konsul Markutius entdeckt er Jahre später ebendies Skelett. Van der Velden versucht den Unterschenkel, in dem sich die Perle befindet, mittels eines Täuschungsmanövers unbemerkt zu stehlen. Doch Joe Deebs kommt ihm auf die Schliche, vor allem, da van der Velden den Fehler gemacht hat, den rechten Unterschenkel gegen einen linken auszutauschen. 

## Hintergrund
Produziert wurde der Film von der Projektions-AG »Union« (PAGU) Berlin (Nr. 549) im Auftrag der Universum-Film AG (UFA) Berlin. Für die Bauten war Kurt Richter zuständig. Gedreht wurde in Partenkirchen. Der Film hat eine Länge von vier Akten auf 1074 bzw. 1071 Metern, das entspricht ca. 52 Minuten. Die Reichsfilmzensur belegte ihn am 28. Juli 1920 mit einem Jugendverbot (Nr. 172). Die Uraufführung des Stummfilms fand am 13. August 1920 im UT am Kudamm in Berlin statt.